# 千枝奈々
千枝 奈々（ちえだ なな、1963年11月4日 - ）は、日本のフリーアナウンサー、産業カウンセラー。

## 来歴
神奈川県横浜市出身。本人も横浜市を出身地としているが、出生したのは東京都内であることから、一部には東京都出身とする記述も見られる。幼少期には京都府、大阪府、東京都（2度目）と日本国内を転々としており、家族が横浜市に腰を落ち着けるまでの間、本人は4つの小学校に通った。
日本大学文理学部心理学科を卒業後、1987年に長野放送 (NBS) に入社。同局に16年間在籍し、その間アナウンサーおよびディレクターとして番組制作に携わっていた。
長野放送を退社してからはフリーアナウンサーとして活動。フリー転向からしばらくの間は、オフィスケイアールと業務提携をしながら活動していた。また、フリー転向後にキャスターを務めた番組をきっかけに、企業の能力開発コンサルティングを開始した。以来、各種研修の講師、カウンセラー、コンサルタントとしての活動がメインになっている。

## 出演

### テレビ番組
『AGネットセミナー』以外はすべて長野放送の番組。
- どきどきどうしようび
- FNNスピーク NBS
- ビッグHIPS
- NBS月曜スペシャル
- NBSスーパーニュース
- 暮らしのターミナル
- 健康ばんざい
- ふれ愛ながの
- やまびこ広場
- 松本市政広報番組
- ハイ！税務相談です
- クイズ税ミナール
- 生涯職業能力開発促進センター AGネットセミナー（衛星放送番組） - キャスター

### ビデオパッケージ
- オールアバウト シゴト・フレアイ 2003（DVD） - キャスター